# Phlogophora burmana
Phlogophora burmana là một loài bướm đêm trong họ Noctuidae.